# 蜘蛛の巣作戦
蜘蛛の巣作戦（くものすさくせん、ウクライナ語: Операція «Павутина»、英: Operation Spider's Web）は、ロシアのウクライナ侵攻中にウクライナ保安庁の行った特殊作戦。
ウクライナ語の発音からパヴティナ作戦との呼び方も見られる。

## 概要

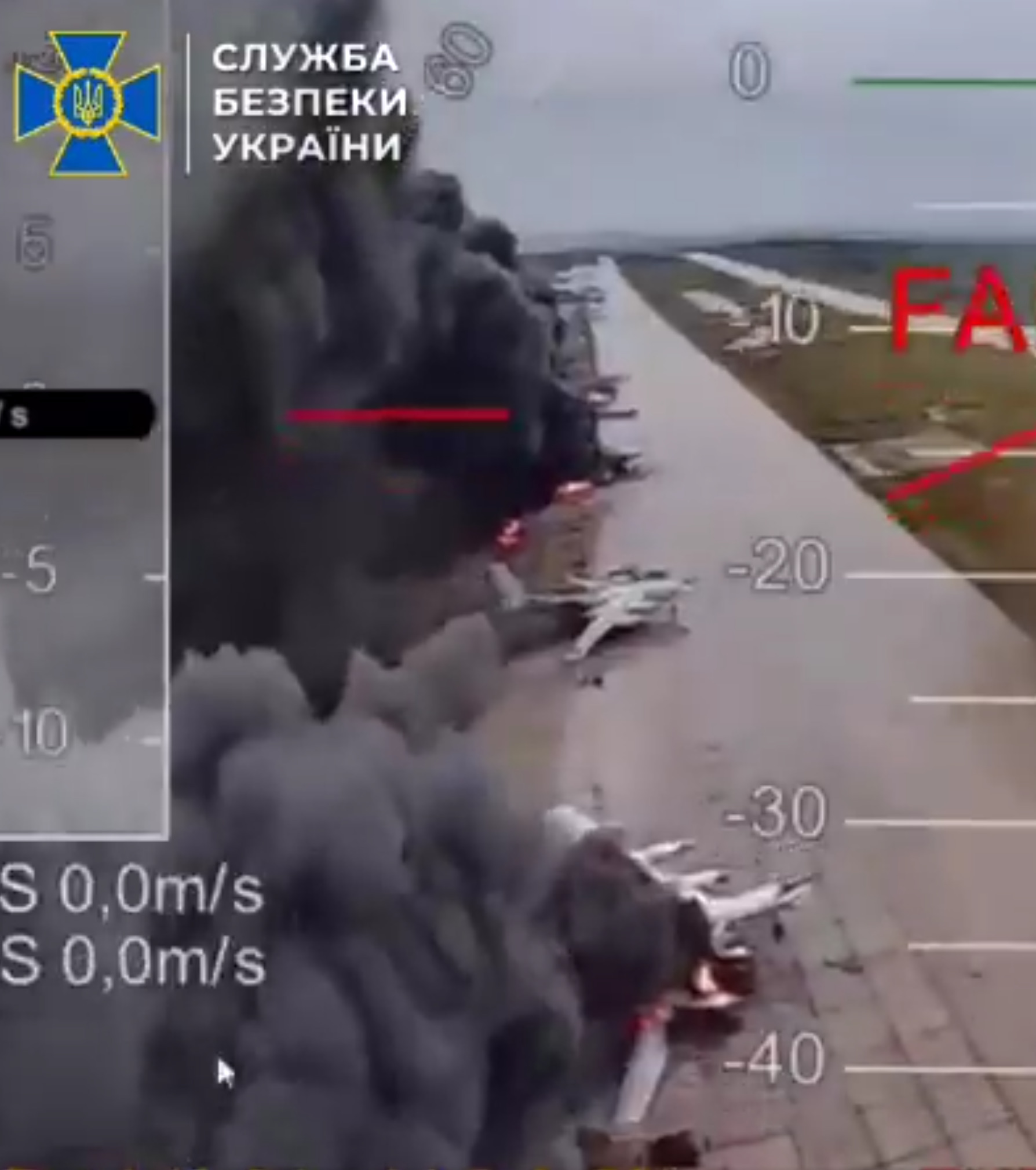
ウクライナのドローンによる攻撃を受けるTu-95戦略爆撃機

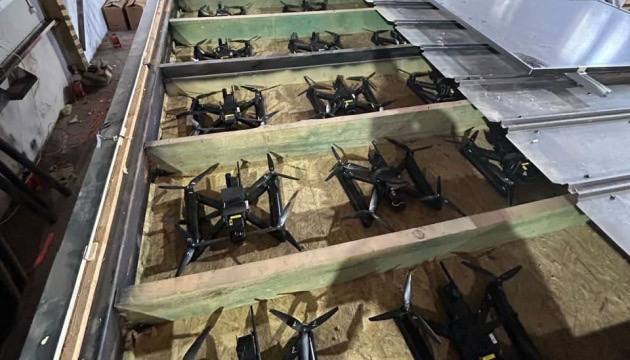
コンテナに納められたドローン。

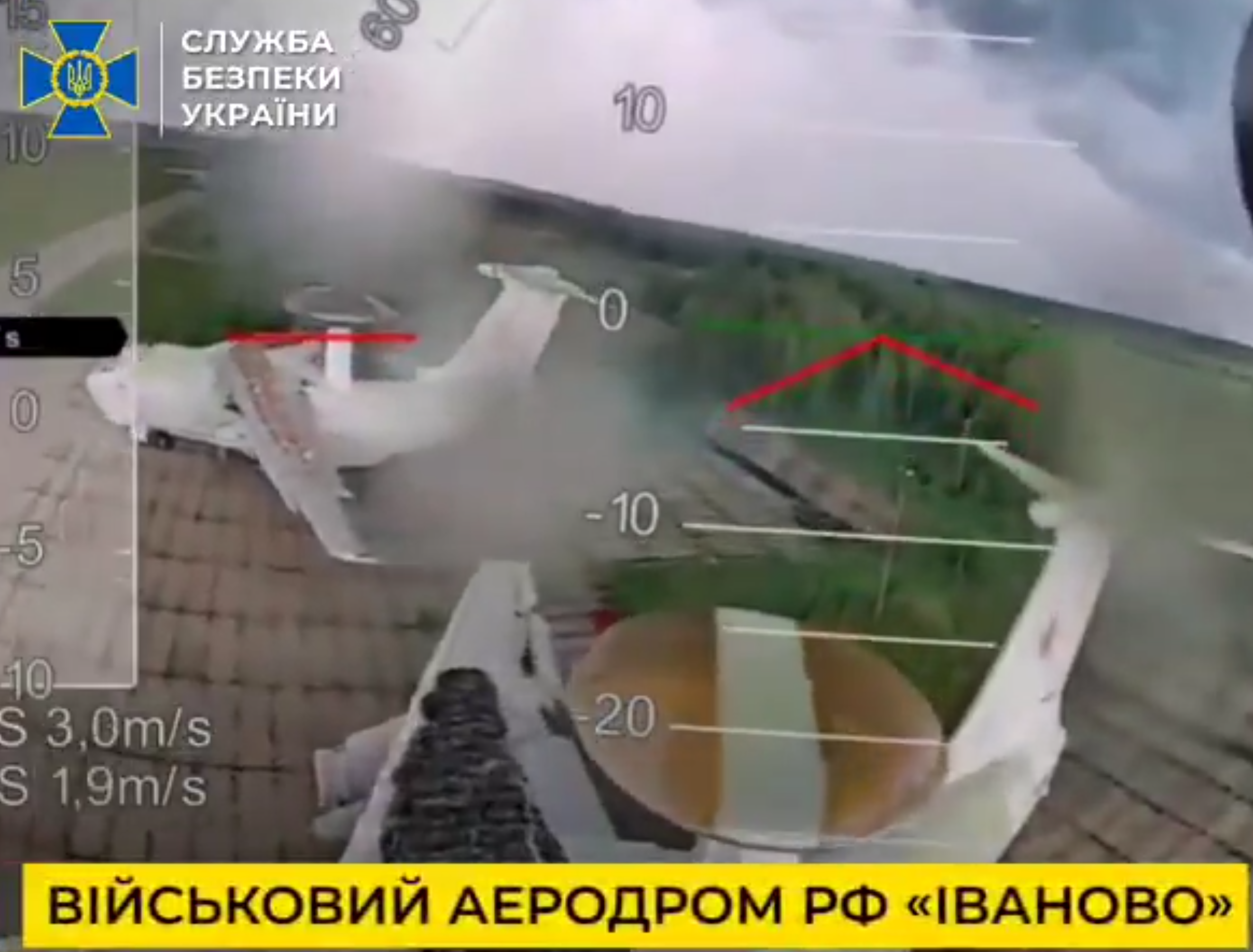
ドローンより撮影された2機のA-50。

攻撃には、FPV無人機と呼ばれる備え付けたカメラの映像を見ながら操作できるドローンが使用され、チェリャビンスクで組み立てられトラックで輸送された移動式の木造住宅などから117機のクアッドコプター「Osa」ドローンが発進したとされる。ウクライナ保安庁はTu-95MS、Tu-22M3、A-50などを破壊し、攻撃で損害を与えたロシアの戦略爆撃機の推定のコストは合わせて70億ドル（日本円で1兆円余り）にのぼると主張している。
ウクライナは被害を与えた機数を41機とし、半数を使用不能としたと発表したが、後日行われたアメリカ側の調査では損傷20機、このうち破壊に至ったものは約10機とする推定値が示された。ただし、成果がウクライナの発表の半数だとしても、攻撃は極めて重大なものであったと評価した。
ゼレンスキー大統領は、合計117機のドローンを使用した作戦は、準備期間として1年6ヶ月と9日かかったと述べている。

## 被害
| Tu-95型  | Tu-95型  | Tu-22M3 | An-12    | A-50         | その他の航空機     |
| -------- | -------- | ------- | -------- | ------------ | ------------------ |
| オレニヤ | ベラヤ   | ベラヤ  | オレニヤ | イヴァノヴォ | 総数               |
| 4機      | 3機か4機 | 4機     | 1機      | 2機          | 12機から13機 + 2機 |